# روما پریما-بوهاچفسکی
روما پریما-بوهاچفسکی (به اوکراینی: Рома Прийма-Богачевська، به انگلیسی: Roma Pryma-Bohachevsky) (زادۀ ۱۹۲۷ میلادی - درگذشتۀ ۲۳ مه ۲۰۰۴ میلادی) یک رقصنده و طراح رقص بود که هزاران دانش آموز را در هنر باله و رقص اوکراینی آموزش داد.

## تحصیلات
روما پریما در یک خانوادۀ اهل موسیقی در پرزمیسی، شهری در لهستان کنونی به دنیا آمد، اما دوران رشد خود را در شهر لویو، شهری در غرب اوکراین کنونی (در آن زمان، بخشی از جمهوری تازه تأسیس شوروی بود) گذراند. در سن ۵ سالگی، مادرش، ایوانا پریما، با تشخیص استعداد دخترش برای حرکات موزون، او را در کلاس‌های یوریتمیکس و همچنین در مطالعات رقص مدرن، زیر نظر ام. برونوسکا، شاگرد ماری ویگمن، ثبت نام کرد. بین سال‌های ۱۹۳۹ تا ۱۹۴۴ میلادی، روما شروع به اجرا در تئاتر اُپرا و بالۀ لویو کرد و پس از یک سال و نیم، از خدمت در پیکر باله به نقش‌های انفرادی کوچک با ماهیت کاراکتر ارتقاء پیدا کرد. پس از جنگ جهانی دوم، روما و مادرش در سال ۱۹۴۴ میلادی در اتریش ساکن شدند و در آنجا پس از ۳ سال تحصیل با درجۀ ممتاز از آکادمی موسیقی و هنرهای دراماتیک وین فارغ‌التحصیل شد و بعداً به عنوان سولیست در گروه بالۀ تئاتر ملی در اینسبروک مشغول به فعالیت شد.
در این مرحله، روما از دنبال‌کردن حرفه‌ای مختص به بالۀ کلاسیک رویگردان شد و ریشه‌های خود را در آلترناتیو اکسپرسیون (بیان جایگزین) دنبال کرد. پس از ملاقاتی با هارالد کرویتزبرگ در ویلای او در آلپ، او شروع به تمرکز بر خلق رقص‌های اکسپرسیونیستی کرد.

## حرفه
حضور روی صحنۀ خانم بوهاچفسکی شامل اجراهای انفرادی و تور کنسرت در اروپا، آمریکای شمالی و آمریکای مرکزی بود. در نهایت، او تحت تأثیر روش‌های آگریپینا واگانوا و مارتا گراهام، که با آن‌ها آموزش دیده بود، به رقص و تدریس روی آورد.
از جمله آثار رقص خانم بوهاچفسکی می‌توان به «پیر گینت»، «کویت پاپوروتی» (شکفتن شکوفه‌های سرخس) و «سیندرلا» اشاره کرد که در طول سال‌ها توسط صدها نفر از شاگردان او رقصیده شده‌ است. در هر اردوگاه تابستانی، خانم بوهاچفسکی افسانه‌ای را زنده می‌کرد که مضامین سنتی و کلاسیک را با صحنه‌پردازی، رقص و لباس‌های تخیلی در هم تنیده بود. اردوهای تابستانی از ژوئن، ژوئیه و اوت ۲۰۱۴ میلادی به نام او در مرکز میراث اوکراین سویوزیوکا در کوه‌های شاوانگونک کرهونکسون، نیویورک ادامه یافت.
رقص‌های تاثیرگذارتر، آن‌هایی هستند که او به‌طور خاص برای گروه رقص اوکراینی سیزوکریلی، متشکل از با استعدادترین شاگردانش، ایجاد کرد. هر طرح رقصی زیبایی تم اوکراینی را که در رقص ایجاد شده با عناصر باله، رقص محلی مدرن و سبک در هم آمیخته‌ و به نمایش می‌گذارد. از جمله ساخته‌های او می‌توان به «نبرد برای آزادی»، یک بالۀ دراماتیک به یاد تراژدی چرنوبیل، و «آیکونا» (نماد)، یک خلق مجدد تاریخی که هزاره مسیحیت در اوکراین را جشن می‌گیرند، اشاره کرد. مدت کوتاهی پس از مرگ او، کنسرتی که در مرکز لینکلن اجرا شد، بسیاری از کارهایی را که او به شاگردانش آموزش داده بود به نمایش گذاشت.